# J5
J5是香港電視廣播有限公司擁有的一條高清數碼電視頻道，於2016年2月22日凌晨3時正式啟播。頻道前身為高清翡翠台，數碼頻道編號為85。啟播後星期一至五會以新聞部製作之財經節目、資訊節目及外購紀錄片為主；星期六及日則主要播映外購紀錄片及外購資訊節目。和高清翡翠台不一樣的是，J5會與翡翠台完全分途廣播。
2017年8月15日上午6點，J5更名為無綫財經台（於2018年1月20日再次更名為無綫財經·資訊台，再於2022年9月5日更名為無綫財經 體育 資訊台）。

## 頻道歷史
為配合香港政府發展數碼電視廣播服務，無綫電視於2005年1月3日開始已著手研究高清電視製播技術，並承諾開設一條高清電視頻道，每天播放不少於14小時的高清製作節目。2007年下半年，無綫電視宣佈於年底推出一條全天播出的高清頻道，並將該服務稱為。其後於2007年10月22日正式將頻道定名為「高清翡翠台」。
高清翡翠台於2007年12月10日起公開試播，每日循環播放兩小時的高清宣傳片段。2007年12月29日，高清翡翠台更與翡翠台同步試播電影《愛君如夢》。
2007年12月31日晚上19:00起，高清翡翠台開播。開播首晩，無綫電視使用高清技术制作了大型節目及晚宴。
2008年北京奧運期間，高清翡翠台24小時全天候播放奧運賽事（包括直播及重播奧運賽事）。
2015年7月，無綫電視表示獲通訊事務管理局批准，於2016年4月前將數碼廣播的明珠台從多頻網改調至單頻網廣播，以騰出頻譜維持翡翠台畫質不致劣化，並表示屆時將停止翡翠台與高清翡翠台的聯播安排，在獲延長的多頻網頻道額外1.5 Mbps傳輸容量的臨時指配期於2016年4月1日屆滿後改變頻道，批准條件為無綫必須履行在申請中作出的承諾，在頻道後停止翡翠台與高清翡翠台同步廣播的安排。2015年8月5日，根據無綫電視於2016年播放里約熱內盧奧運的宣傳活動及新聞發佈所述，相關奧運賽事將於翡翠台、明珠台及「85台」免費播放，暗示高清翡翠台會在奧運前更名。無綫電視在2016年2月8日（年初一）起於網頁及電視正式對外公布新安排。
2016年2月22日起，高清翡翠台置換為J5，以「財富及知識」內容作定位，除了繼續保留原有外購紀錄片、劇集、電影和綜藝節目，還會主力播放自製財經資訊及樓盤節目，同樣以高清播映。大部分節目由新聞部負責，並停止與翡翠台同步廣播的劇集和綜藝節目。高清翡翠台於2016年2月22日凌晨2時至3時播映的最後一個電視節目為《泰原味》，凌晨3時起置換為J5後，首個節目為《FINA跳水世界盃》。
2015年7月，TVB表示獲通訊事務管理局批准，於2016年4月前將數碼廣播的明珠台從多頻網改調至單頻網廣播，以騰出頻譜提升翡翠台畫面質素，並表示屆時將停止翡翠台與高清翡翠台的聯播安排，在獲延長的多頻網頻道額外1.5 Mbps傳輸容量的臨時指配期於2016年4月1日屆滿後改變頻道，批准條件為無綫必須履行在申請中作出的承諾，在頻道後停止「翡翠台」和「高清翡翠台」同步廣播的安排。2015年8月5日，根據TVB於2016年2月8日播放里約熱內盧奧運的宣傳活動及新聞發佈所述，相關奧運賽事將於翡翠台、明珠台及「85台」免費播放，暗示高清翡翠台會在奧運前更名。無綫電視在2016年2月8日（年初一）起於網頁及電視正式對外公布新安排。
高清翡翠台於2016年2月22日起，正式改名為「J5」，以「財富及知識並重」為頻道定位，主要播放自製財經資訊節目、外購紀錄片及資訊節目。
與J2一樣，J5的讀音為英文「J five」，民間亦會稱之「J5台」。J5中的J意思是「Jade」，即「翡翠」。在數碼廣播頻道識別訊號中，頻道85的中文名稱為「J5台」。
2017年8月15日起，85台置換為無綫財經台，以重新塑造為全港唯一24小時免費財經頻道。J5於2017年8月15日凌晨5時30分至6時播映的最後一個電視節目為《自家品味》，早上6時起置換為無綫財經台後，早上6時至7時首個電視節目為《越睇越健康》。

## 節目
J5於2016年2月22日凌晨3時啟播後，首個播映節目為直播《FINA跳水世界盃2016》。
大部分廣播提示畫面（如下一節目預告、節目調動提示等）均不會配以人聲廣播，而家長指引及成年觀眾節目提示畫面仍會配以人聲廣播，與J2、翡翠台、明珠台一樣。
一般而言，休台時間為逢星期一凌晨5時正的節目播放完畢後至早上6時正，期間會播放測色板。但電子節目表及官方網頁上的節目表均不會顯示休台時段，並會將該段時間計入休台前節目長度內，農曆新年假期期間除外。
有時為填補上一節目過早完結的空檔，會在下一節目之前播放間場節目，如《藝食坊》、《藝法班》、《故宮100》、《味道·中國》、《孩子王》、《製成者們》等。
2016年7月4日起，大幅調整黃金時段編排，主要改動為：《普通話新聞報道》及《普通話天氣報告》由20:30-21:00提前至19:00-19:30，於星期一至五更同時取消《普通話財經報道》及《普通話新聞檔案》；縮減約1小時的紀錄片或飲食節目，騰出22:30-23:30時段重播翡翠台劇集；星期一至五深夜00:15-01:15的「J5劇場」時段及星期六、日深夜00:00-01:00的首播外購劇時段合併並提前至23:30-00:30播出。
2017年5月8日起，因應香港有線電視轄下之奇妙電視（即今有線寬頻開電視，旗下旗道「中文台」早於2018年10月更名香港開電視，再於2022年10月更名HOY TV）即將啟播，而該台平日主要聯播有線財經資訊台的財經節目，J5大幅調整下午及黃金時段編排，並增加大量財經節目，主要改動為：
- 《智富360°》提早於16:00完結並於16:00-17:00增加《收市大檢閱》[7]，及於18:00-19:00重播。而重播互動新聞台節目《財經熱話》17:00播出及《智富360°》中的一個環節《智富錦囊》於17:15播出。
- 《普通話新聞報道》及《普通話天氣報告》調出黃金時段，由19:00-19:30提前至17:30-18:00
- 資訊節目《樓市點睇》（星期一）、《家居．築則》（星期二）、《創科導航》（星期三）、《理財有道》（星期四）和《職場制勝》（星期五）由19:30-20:00改為21:30-22:00播出；《商．對論》則提早至星期一的20:00播出（其後由2017年5月23日起改為逢星期二21:00播出）
- 20:00-20:30的《8點財經》取消，以《十點無綫財經》取代，播出時間為22:00-23:00[8]
- 增加多個外購紀錄片或健康資訊節目時段，終止播映所有劇集時段（包括星期一至五18:00-19:00（較早前已經停止播放）、星期一至日22:30-23:30（重播翡翠台劇集）、星期一至日23:30-00:30（J5劇場）及星期六、日下午13:00-15:00）、電影及綜藝節目。

2017年5月22日起，新節目《無綫財經新聞》於17:00及20:00播出，而《收市大檢閱》重播時間改為19:00，而重播互動新聞台節目《財經熱話》改為17:15播出及《智富360°》中的一個環節《智富錦囊》重播時間改為20:15，而18:00改為播放外購節目。

## 其他服務功能
TVBar為一互動資訊服務，與互動新聞台的「NewsBar」幾近一樣，但提供的資料卻與NewsBar有所不同，觀眾可利用遙控器自行選擇收看多項屋苑、天氣資訊和新聞，提供7日香港天氣預報、十大屋苑呎價一覽表和最新新聞。而TVBar的資訊乃經由數碼電視訊號傳送，故此毋需接駁網際網路就可使用。備具MHEG-5功能或「TVB互動功能」標誌的機頂盒或綜合電視機，方可使用此項服務，觀眾只要在遙控器上按紅色按鈕，就可啟動TVBar（部份機頂盒及全高清電視需先開啟MHEG-5畫面和關閉字幕）。
不過隨着智能手機日漸普及，互動資訊功能已經被TVB fun手機程式取代。

## 台徽
台徽一般在畫面右上角顯示。
播放部份外購節目及體育賽事期間，由於內容提供者可能會在右上角會分別顯示節目名稱（台灣節目居多）或計分牌，為避免與台徽重疊而影響觀眾觀看，這情況下台徽會暫時改為在左上角顯示。
2016年11月19日晚上8時30分起，伴隨其他頻道，J5更換頻道包裝。

## 資訊列
現時天氣及時間資訊列及新聞跑馬燈於主要財經節目及下一節目預告內顯示。
《環球財經消息》、《智富360°》、《早市戰報》、《午市進擊》、《收市大檢閱》、《智富錦囊》、《財經熱話》、《無綫財經新聞》、《十點無綫財經》的天氣及時間資訊列顯示時間、氣溫、相對濕度、天色、生效警告及兩項主要指數。新聞跑馬燈於畫面下方顯示，顯示主要指數、股票最新報價（分兩行顯示，而《環球財經消息》、《十點無綫財經》以一行顯示）以及財經新聞，而在右下方顯示兩項貨幣匯率或焦點股票最新報價（《環球財經消息》除外）。
而《交易現場》的天氣及時間資訊列顯示時間、日期、氣溫、相對濕度、天色及生效警告，新聞跑馬燈於畫面下方顯示，顯示主要指數、股票最新報價，右下方顯示兩項焦點股票最新報價，跟翡翠台和明珠台一樣。

## 廣播格式
影像以H.264/MPEG-4 AVC格式編碼，16:9比例輸出畫面。音效以杜比數碼（AC-3）編碼，並會因應節目而提供環迴立體聲效果。
J5與J2、互動新聞台及數碼明珠台共同採用統計復用技術於一條頻寬大約21.5Mbps（兆位/秒）的單頻網廣播。

## 爭議

### 普通話新聞時段使用簡體字幕
在黃金時段，該台部份節目以普通話廣播及在普通話新聞的字幕及自製圖表採用簡體中文而受到部份市民批評。
該台下午5時30分至6時00分的非黃金時段，接連播放《普通話新聞報道》、《普通話天氣報告》，唯節目內的介面以至字幕全部均使用簡體字，情況類似於TVB8及TVB星河頻道，觀眾亦不能轉換其他語言字幕。有網民無法接受作為一個香港人的電視台卻居然在黃金時段播普通話加簡體字幕，而且表示以上兩個節目在明珠台播映時均使用繁體字，對此情況不能接受，因而爆發了一場「罷看潮」及「刪台潮」（即把J5從自己的電視機中刪除）。
無綫電視回應指出香港是國際大都會，可為觀眾提供更多選擇，應該照顧不同觀眾的需要。其後，通訊事務管理局於節目首播後一天內共收到逾萬宗相關投訴，主要不滿無綫於黃金時段播放普通話新聞及使用簡體字；唯通訊局指現時本地免費電視節目服務牌照並無規管字幕表達形式。報章有傳此做法是無綫新聞部管理層要求在普通話新聞時段內使用簡體字幕、以及要爭取數碼頻道在大陸的落地權。公民黨立法會議員毛孟靜去信無綫行政總裁兼執行董事李寶安，不滿李寶安早前表示將簡體字形容為「殘體字」屬歧視；李寶安於2016年2月23日在信中分別用上「歧視」和「扣帽子」等字眼，斥責「一小撮別有用心的人……製造事端」。到3月1日，無綫發言人、對外事務科助理總監何蕙鏛回覆，李寶安已於前兩次回信中清楚闡述在普通話新聞配以簡體字幕的理據，毛孟靜「滿紙歪理」，無綫不會再回應。 直至2020年4月13日起，回歸明珠台後，這狀況仍然發生。

### 大量播放中國內地節目
在簡體化爭議之上，熱血時報大篇章報導聚焦頻道過半數的節目為中國內地製作或描述中國內地的電視節目，包括《中國之星》、《大道中國》、《畫中國II》等；開台時兩線首播外購劇，全部都是中國內地劇集，被觀眾稱為「大陸台」（事實上由2015年2月中旬開始，原高清翡翠台過半數的時段已經大量播放中國內地製作或描述中國內地的電視節目），相關內容成為了中港矛盾的其中一個爭論熱點。
因J5平均收視比高清翡翠台平均收視大跌7.5點（每收視點代表64,910人數），無綫於2016年7月4日起減少於黃金時段播放以國語原聲播放的中國內地綜藝及紀錄片重播次數，騰出的時間則重播翡翠台劇集（於2017年5月8日起終止這個安排）及將J5劇場（於2017年5月6日起終止播映）提前播出，但J5劇場還是以中國內地劇集為主，沒有像以往「高清劇場」那樣播映日韓劇集（但「J5劇場」曾於2016年12月26日至2017年3月18日期間播映香港劇集《隱世者們》和韓國劇集《華政》）；另外J5已於2016年9月3日起新增了每週六的台劇時段，但首部劇集《我的自由年代》已經在收費和免費電視頻道首播過，直到被接檔劇集《愛情急整室》才是於免費電視頻道首播。早上劇集時段由2017年3月2日起改播台劇《回到愛以前》，但亦已在收費和免費電視頻道首播過，而綜藝節目仍然以中國內地節目為主，並且部分節目只以國語原聲播放，不設粵語配音，直至2017年4月份開始才有所改善。
2017年5月8日起，因應香港有線電視轄下的奇妙電視即將啟播，J5所有外購劇集、綜藝節目及電影時段均已取消，原有時段已改為播映財經、資訊節目及紀錄片，沒有在無綫各頻道播出的外購中國大陸劇集及綜藝節目、外購電影改於翡翠台、明珠台、J2、華語劇台和綜藝旅遊台首播。

## 收視率
| 年份 | 平均收视 |
| ---- | -------- |
| 2017 | 0.5 點   |